# Wincenty Okołowicz
Wincenty Okołowicz (ur. 26 lipca 1906 we wsi Boków k. Podhajec, zm. 3 września 1979 w Warszawie) – polski geograf, specjalista w zakresie geomorfologii i klimatologii, autor najpopularniejszej polskiej klasyfikacji klimatów świata pt. Strefy klimatyczne świata (1965) znanej jako klasyfikacja Okołowicza.

## Życiorys
Szkołę średnią ukończył w 1925 w Warszawie. Ze względu na ciężkie warunki materialne zaraz po otrzymaniu świadectwa dojrzałości rozpoczął pracę w Banku Ziemskim w Warszawie jako urzędnik, którą kontynuował przez cztery lata. W maju 1929 wstąpił do marynarki handlowej, pływając po morzach i oceanach pod banderą polską i belgijską do października 1931 r. Służba na morzu wpłynęła niewątpliwie na wybór kierunku studiów, jakim stała się geografia na Uniwersytecie Stefana Batorego w Wilnie. W 1933 przed ukończeniem studiów rozpoczął pracę w charakterze asystenta przy Katedrze Meteorologii. Za pracę dyplomową pt. "Studium morfologiczne terenu położonego pomiędzy Wilią, Naroczanką i Serweczą" uzyskał tytuł magistra w 1936 r. W 1939 doktoryzował się przedstawiając pracę "Zmiany klimatu w Europie", której głównym celem była rekonstrukcja klimatu na podstawie form geologicznych. 
W czasie wojny pracował w szkolnictwie oraz w Litewskiej Służbie Geologicznej. W 1945 był jednym z pierwszych pracowników Katedry Geografii nowo powstałego po wojnie Uniwersytetu Mikołaja Kopernika w Toruniu. W latach 1946–1951 jako adiunkt Katedry Geografii Fizycznej, a potem jako zastępca profesora. Pracę na Uniwersytecie Warszawskim rozpoczął 15 lutego 1953 od stanowiska pełniącego obowiązki samodzielnego pracownika nauki. W czerwcu 1954 otrzymał tytuł profesora nadzwyczajnego, po czym został mianowany oficjalnie kierownikiem Katedry Klimatologii Instytutu Geograficznego Uniwersytetu Warszawskiego. 
W latach 1953–1959 dyrektor Państwowego Instytutu Hydrologiczno-Meteorologicznego, przekształconego później w Instytut Meteorologii i Gospodarki Wodnej, a także członek Rady Naukowej Instytutu Geografii i Przestrzennego Zagospodarowania Polskiej Akademii Nauk. W latach 1956–1959 wiceprzewodniczący Komisji Polskiej Akademii Nauk dla Międzynarodowego Roku Geofizycznego. Był autorem mapy Strefy klimatyczne świata oraz pierwszego polskiego podręcznika o klimatologii Klimatologia ogólna. 

## Odznaczenia
Za zasługi w rozwoju polskiej klimatologii i całokształt prac na polu dydaktycznym, wychowawczym i społecznym został odznaczony w 1954 Krzyżem Oficerskim, a w 1966 Krzyżem Komandorskim Orderu Polonia Restituta. W roku 1967 Rada Państwa mianowała prof. Wincentego Okołowicza profesorem zwyczajnym.